# ATP Budapest
Das ATP-Turnier von Budapest (offiziell Hungarian Open) war ein Tennisturnier der ATP Tour in der ungarischen Hauptstadt.

## Geschichte
Es wurde 2017 erstmals ausgetragen, auf Sand im Freien ausgerichtet und zählte zur Kategorie ATP Tour 250. In den ersten Jahren hieß das Turnier wegen seines Sponsors noch Gazprom Hungarian Open. Das Turnier löste das bisherige Turnier von Bukarest ab. Es fand zeitgleich mit dem Turnier in Barcelona statt, das zur nächsthöheren ATP Tour 500 zählte. Im Jahr 2021 wurde die Lizenz des Turniers durch das Turnier in Belgrad übernommen.

## Siegerliste

### Einzel
| Jahr | Sieger            | Finalgegner      | Finalergebnis |
| ---- | ----------------- | ---------------- | ------------- |
| 2020 | abgesagt          | abgesagt         | abgesagt      |
| 2019 | Matteo Berrettini | Filip Krajinović | 4:6, 6:3, 6:1 |
| 2018 | Marco Cecchinato  | John Millman     | 7:5, 6:4      |
| 2017 | Lucas Pouille     | Aljaž Bedene     | 6:3, 6:1      |

### Doppel
| Jahr | Sieger                       | Finalgegner                       | Finalergebnis     |
| ---- | ---------------------------- | --------------------------------- | ----------------- |
| 2020 | abgesagt                     | abgesagt                          | abgesagt          |
| 2019 | Ken Skupski Neal Skupski     | Marcus Daniell Wesley Koolhof     | 6:3, 6:4          |
| 2018 | Dominic Inglot Franko Škugor | Matwé Middelkoop Andrés Molteni   | 6:78, 6:1, [10:8] |
| 2017 | Brian Baker Nikola Mektić    | Juan Sebastián Cabal Robert Farah | 7:62, 6:4         |